# 基礎的財政収支
基礎的財政収支（きそてきざいせいしゅうし, 英: primary fiscal balance, primary balance）は、公会計において、過去の債務に関わる元利払い以外の支出と、公債発行などを除いた収入との収支である。プライマリー・バランス（PB）ともいう。
歳出は国債費と政策的経費の和であるため、プライマリー・バランス額の定義式は次のようになる 。ただし、国債の元金償還費と国債利払い費は、国債費に該当する。
プライマリー・バランス額 ＝（税収 + 税外収入）− 政策的経費
税外収入としては、国有財産売払収入、印紙収入（郵便局販売分）等がある。　政府貨幣（1円硬貨～500円硬貨、記念硬貨）は政府が発行して日本銀行に交付すると、政府預金が増えて政府貨幣発行益が発生する。　政府貨幣発行益も税外収入となるので、プライマリー・バランス額の式を書き換えると次のようになる。
プライマリー・バランス額 ＝（政府貨幣発行益等の税外収入 ＋ 税収）− 政策的経費　＝　
政府貨幣発行益等の税外収入 ＋（税収 − 政策的経費）
したがって、（税収 − 政策的経費）が赤字であっても、政府貨幣発行益などの税外収入が十分に大きければプライマリー・バランス額は黒字となる。

## 概要
基礎的財政収支が均衡していれば、毎年の政策的な経費が税収などの毎年の収入でまかなわれていることになる。この場合、この年の債務の増加は利払い分だけであり、利子率と経済成長率が同じであれば公債の対国内総生産（GDP）比は一定となる。
基礎的財政収支は、国民経済における3つの主要な部門収支の1つであり、その他は民間部門と海外部門である。基礎的財政収支と民間部門収支と海外部門収支の合計は0になる。そして全ての部門が同時に黒字と赤字になることはない。基礎的財政収支が黒字であるときは、残り2部門における合計収支の赤字によって相殺され、基礎的財政収支が赤字の場合はその逆になる。
主流のマクロ経済学では、国民経済が不況で需要不足の状態の場合、基礎的財政収支の赤字を拡大する積極財政で民間部門に黒字を供給して経済を刺激する財政政策が求められる。逆に経済が過熱して需要が過剰な場合は、基礎的財政収支の均衡や黒字を目指す緊縮財政政策で総需要の引き締めをすることが求められる。

## プライマリー・バランス黒字化目標に関する質問主意書と答弁書
（１）2022年5月31日に落合貴之衆議院議員によって提出された質問主意書「プライマリー・バランス黒字化に関する質問主意書」では、「我が国においては、プライマリー・バランス黒字化を、いつから、なぜ財政健全化の目標として用いることとなったのか」と質問をした。これに対する岸田文雄内閣総理大臣からの答弁は、次のとおりである。
お尋ねの「プライマリー・バランス」については、「今後の経済財政運営及び経済社会の構造改革に関する基本方針」（平成十三年六月二十六日閣議決定。以下「骨太方針二〇〇一」という。）において、「平成十四年度において、財政健全化の第一歩として、国債発行を三十兆円以下に抑制することを目標とする。その後、プライマリー・バランスを黒字にすることを目標として政策運営を行う。」とされた。
また、骨太方針二〇〇一において、「本格的な財政再建に取り組む際の中期目標として、まずは「プライマリー・バランスを黒字にすること（過去の借金の元利払い以外の歳出は新たな借金に頼らないこと）」を目指すことが適切である。」とされ、その意義として、「現在の行政サービスにかかる費用は、将来の世代に先送りすることなく現在の税収等で賄うということであり、世代間の公平を図る上で重要である。」ということ及び「財政の中長期的な持続可能性を回復するためにも、プライマリー・バランスを黒字にすることが、その前提となる。・・・金利が成長率を上回っている場合、つまり、元本と利子の合計がＧＤＰ以上のスピードで増える状況では、債務残高が対ＧＤＰ比で増大することを止めるためには、まずは、元利払い以上の借金を新たに行わないことが必要条件となる。」ということが挙げられている。
（２）2022年5月31日に落合貴之衆議院議員によって提出された質問主意書「プライマリーバランス黒字化に関する質問主意書」では、「プライマリー・バランス黒字化を財政健全化の目標として採用している国はあるか、政府として把握しているところを教示されたい。」と質問をした。　これに対する岸田文雄内閣総理大臣からの答弁は、次のとおりである。
お尋ねの「プライマリー・バランス黒字化を財政健全化の目標として採用している国」については、現時点で、政府として把握しているわけではない。なお、欧州連合加盟国においては、基礎的財政収支に利払費を加えた財政収支を基準としたルールが設定されていると承知している。

## プライマリー・バランス黒字化の影響
プライマリー・バランス黒字とは、方程式で表現すると次式となる。
プライマリー・バランス額 ＝（税収＋税外収入）ー 政策的経費 > 0
さらに変形すると、次式のようになる。
（税収＋税外収入）>  政策的経費
上記の式において税外収入が税収に比較して無視できるほど小さいので、税外収入をゼロとしてプライマリー・バランス黒字の状態を記述すると、次式となる。
税収　>  政策的経費
税収の範囲内に政策的経費を抑えるという方式のプライマリー・バランス黒字化は、民間部門の貨幣の総額を減少させるので、需要を減らし民間経済規模を縮小させ、デフレをもたらすことになる。
ただし、税外収入の中の政府貨幣発行額を大幅に増額させるならば、プライマリー・バランスを黒字化していても民間部門の貨幣の総額を増大させて、総需要を増やして国内総生産を拡大させることも可能となる。

## プライマリー・バランス黒字化目標がもたらした日本経済への影響
1. 1997年におこなった消費増税によって、日本経済はデフレに陥り「衰退途上国」となった[11]。
2. 「プライマリー・バランス改善」が、デフレを継続させている[11]。
3. 「財政再建のためにPB(プライマリー・バランス)を黒字化せよ」と叫び、それを実行したせいで、かえって景気が冷え込んだ[12]。
4. プライマリー・バランス黒字化目標を旗印に増税と緊縮財政に突き進む財務省への批判として、「ザイム真理教」と呼ぶ者が増えた。[13][14][15][16][17][18][19][20]

## 財政の安定性との関係

### 財務省の見解
「日本の財政関係資料　令和4年4月　財務省」の第21ページの記載によると、債務残高対GDP比には次の方程式が成立する。
（今期の債務残高対GDP比）　＝　（（前期の債務残高）×（１＋名目金利）＋（今期のプライマリー・バランス赤字））／（（前期のGDP）×（１＋名目成長率））   ----- 1式
この１式に関して、財務省は次の事を述べている。
　　●　金利（ｒ） ＝ 名目経済成長率（ｇ） で、 PB赤字 ＝ 0 であれば、 債務残高対GDP比は一定
そして、ここから財務省はさらに次の事を導出しているが、導出過程とその論理は不明である。
　　●　債務残高対GDP比の安定的な引下げのためには、 プライマリー・バランスの黒字化が必要

### 財務省の見解を否定するもの
（１）　財務省が設定した前記の1式をもとに、債務残高対GDP比の極限値を分析して財務省とは全く異なる結論を導いた論考　が存在し、その結論は次のとおりである。
名目金利  > 名目成長率　ならば、債務残高対GDP比は発散
名目金利  = 名目成長率　ならば、債務残高対GDP比は（債務残高対GDP比の初期値＋プライマリーバランス対GDP比の初期値／名目金利） に収束
名目金利  < 名目成長率　ならば、債務残高対GDP比は０に収束
（２）　財務省が設定した前記の1式をもとに、債務残高対GDP比の安定的な引下げ条件を厳密に求めることで、プライマリー・バランス黒字化目標は、債務残高対GDP比の安定的な引き下げには無関係であり、債務残高対GDP比の安定的な引下げの必要十分条件は「PB赤字額　＜　（名目成長率　－　名目金利）×　前期債務残高」である事を数学的に証明した論考が存在する。　

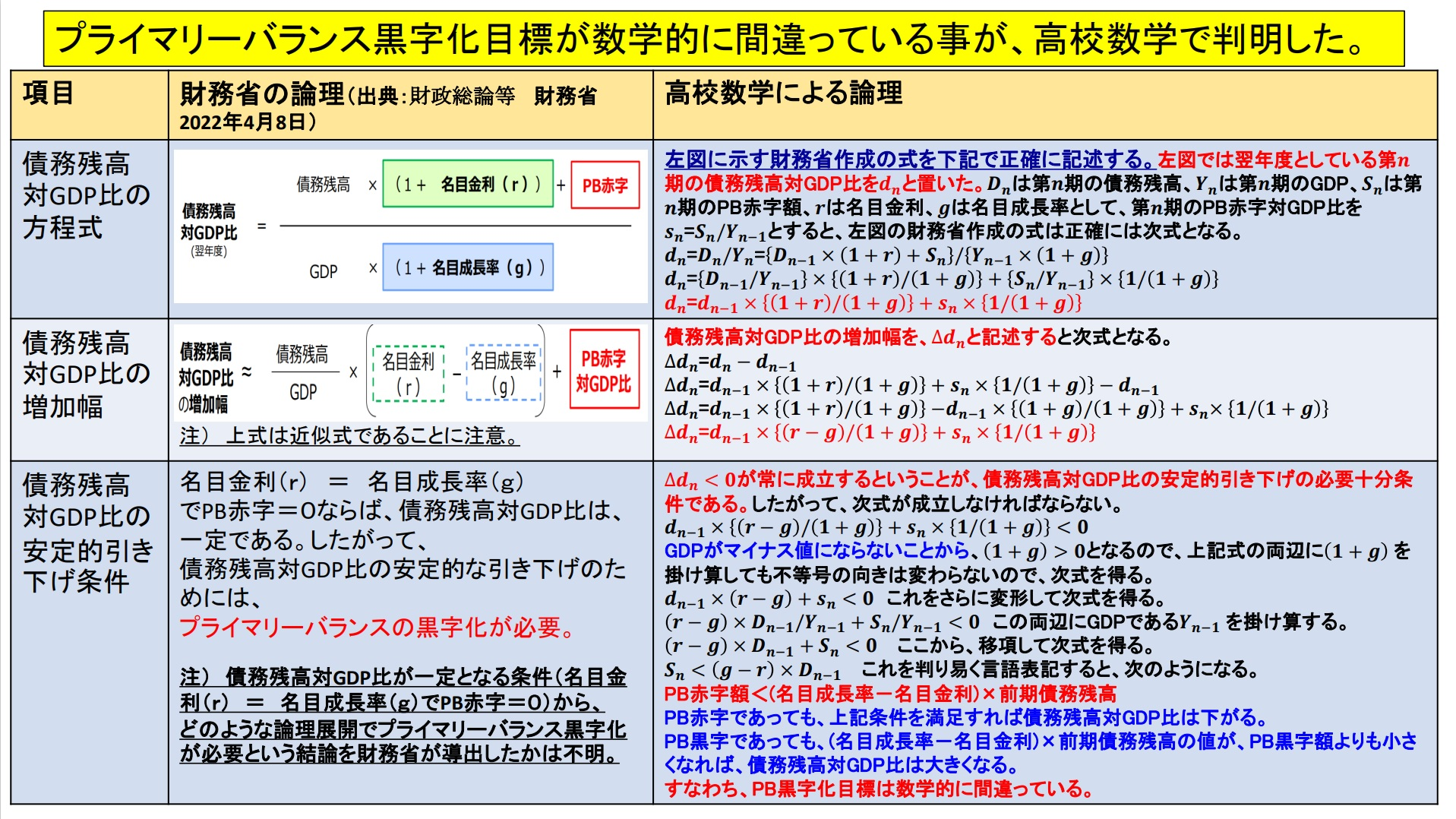
プライマリーバランス黒字化目標が数学的に間違っている事が高校数学で判明。

その論考での証明部分は下図のとおり。

## 日本銀行が保有する国債との関係
2022年4月11日の参議院決算委員会での西田昌司参議院議員と鈴木財務大臣の質疑において、「日本銀行保有の国債に関しては、実質的に政府には元金も金利も支払い負担が存在しないので、政府の貸借対照表での負債から日本銀行保有国債を削除するべきである。」という趣旨の西田昌司参議院議員の説明に、鈴木財務大臣が同意した。
財務省の資料によると、2022年12月末現在において、日本の国債の保有者別の内訳では、日本銀行の国債保有の割合が48.1%となっている。　したがって、鈴木財務大臣の2022年4月11日の参議院決算委員会での発言を反映させるならば、国債による政府債務がほぼ半減したことになる。すなわち、それはプライマリーバランス黒字化をしなくても、債務残高対GDP比が半減して、財政は大幅に改善したという事になる。
日本銀行が買いオペで国債を購入すると、政府の債務残高対GDP比は改善することも意味し、プライマリーバランス黒字化以外に日本銀行による国債の買いオペが債務残高対GDP比の改善手段となったことも意味する。

## 基礎的財政収支に関連した経済学的定理
（１）　ドーマー条件
ドーマー条件とは，利子率と経済成長率を比較し，利子率が経済成長率よりも 低ければ，財政は破綻せずに安定化に向い，逆に，利子率が経済成長率よりも高ければ，財政破綻へと導かれてしまうという，財政の安定性 をチェックするための重要な条件である。　
債務対GDP比をbとし、今期のｂの増分をΔbtとし、Δbtの前期のbに対する比を∂Δbt/∂bt－1と表記すると、「利子率 （rt）が経済成長率（ηt）を上回れば，∂Δbt/∂bt－1 は正の値をとり，国債発行の対 GDP 比（Δbt） は増加，財政赤字の発散（不安定化）を導くことになる。逆に，利子率が経済成長率を下回れば，国債発行の対 GDP 比率は減少していくことになり，財政赤字は解消する（安定化する）。　」と、ドーマー条件は示している。
すなわち、財政の安定性に基礎的財政収支は無関係であり、利子率と経済成長率だけが関係すると、ドーマー条件は示している。
基礎的財政収支が均衡しても名目経済成長率よりも名目金利が高ければ、政府債務残高の名目GDP比は上昇し続ける。骨太の方針を巡っては、名目経済成長率と名目金利のどちらが高いかが議論となった。

## 中長期の経済財政に関する試算との関係
内閣府は経済財政諮問会議に対して、「中長期の経済財政に関する試算」を提供して基礎的財政収支の対GDP比を含む様々な経済と財政の指標が、ベースラインケースと成長実現ケースにおいてどのように推移するかと言う試算を提供している。
「中長期の経済財政に関する試算」を基礎データとして基礎的財政収支の改善,デフレ脱却,名目GDPの成長目標のための政策を経済財政諮問会議では討議しているが、2022年になって経済財政諮問会議の民間議員からは、「中長期の経済財政に関する試算」の信頼性が落ちているとの趣旨の下記（１）に記載の指摘や、内容の改善を求めるとの趣旨の下記（２）に記載の指摘があがってきている。
（１）明るい未来とそれに向けた道筋を示すことは大変重要であり、試算が楽観的になりがちなのは分からないでもないが、過去の試算の実現度合いを見れば、 試算の信頼性が落ちていると思わざるを得ない。現実を直視することもとても 重要。先ほど柳川議員がおっしゃったように、過去の試算と異なり今回は実現 できるというなら何故できるのか、民間との試算の違いは何なのか、しっかりとマーケットと向き合ってコミュニケーションをする必要性があるのではない か。
（２）中長期試算に示された道筋を確固たるものとする観点から、ベースラインケースについて、 日本経済の潜在力や財政の道筋について的確に現状を反映するほか、将来の選択肢を加味する等により、成長実現ケースへの移行に必要な政策対応の検討に資するべき。

## プライマリー・バランス黒字化目標に対する各種見解
経団連は、「財政政策が過度に緊縮的にならないために、日本の異常な財政運営方法を、グローバルに行われている普通の形にする必要がある。修正すべきは、①プライマリー・バランスの黒字化目標と、②国債の60年償還ルールである。この二つの異常な財政運営方法が、日本の 財政政策を異常な緊縮にしてしまう原因となり、日本経済がデフレ構造不況から脱却することの障害になっている。」と述べている。
藤井聡は、「プライマリー・バランス（PB）黒字化目標こそが今の日本の衰弱と財政悪化を導く元凶となっている」と指摘している。
1997年におこなった消費増税によって、日本経済はデフレに陥り「衰退途上国」となった。
「プライマリー・バランス改善」が、デフレを持続させている。
「財政再建のためにPB(プライマリー・バランス)を黒字化せよ」と叫び、それを実行したせいで、かえって景気が冷え込んだ。
竹中平蔵は「名目GDP成長率が名目金利よりも高かった場合、基礎収支が赤字でなければ、財政破綻は回避できる」と指摘している。竹中は「通常の場合、金利よりもGDPの伸びは高くなるため、（経済成長すれば）財政健全化が進むこととなる。しかし、プライマリーバランスが赤字のままだと、財政破綻する懸念が高まる。重要なのは、金利を支払う前の財政収支をゼロ以上にし、国債残高が増えないようにすることである。金利の方が経済成長率よりも高い場合はこの通りにはいかないが、通常は金利以外に新規の国債発行をしないようにすれば、債務の負担は年々相対的に減ることとなる」と指摘している。
飯田泰之は、プライマリー・バランスの赤字は、名目成長率を高めれば税収が増えてやがて黒字化に向かうが、社会保障についてはそのことと別に考えなければならないと指摘している。
岡部直明は「OECD諸国で、財政目標をプライマリー・バランスに置いている国は日本以外存在しない。国債の利払い・発行を含めた財政収支の対GDP比、長期債務残高の対GDP比が国際比較の基準となっている。財政の出口戦略としては、財政目標をプライマリー・バランスではなく、国際基準に見合った目標に変えていくべきである」と指摘している。
プライマリーバランス黒字化目標についてのインターネット上の検索結果を示す。

## 日本の基礎的財政収支
1980年代後半、日本の財政赤字は縮小し続け、1990年には黒字に転じた。政府部門の黒字化は民間部門の過剰債務、つまりバブルの発生の裏返しであった。バブルが崩壊すると、民間部門は債務を減らし、債権を増やすようになると、その裏返しとして、政府部門に債務が累積するようになった。2000年代前半には、アメリカの住宅バブルの影響で、日本の輸出が増大したため、政府部門の収支バランスは改善した。
小泉内閣、安倍内閣、福田内閣はプライマリー・バランスの達成期限を2011年度としていたが、その後に金融危機が起こったため、麻生内閣は目標の先送りを行っている。
2014年10月30日、安倍晋三首相は、衆院予算委員会の集中審議で、基礎的財政収支の赤字を2015年度に、対GDP比で2010年度から半減させる財政健全化目標について、「国際公約とは違う。何が何でも絶対という約束は果たせない」と述べた。
2015年2月12日、内閣府は「中長期の経済財政に関する試算」を経済財政諮問会議に提出し、2020年度の基礎的財政収支について、名目経済成長率3%・消費税率10%では黒字化は困難であると試算している。